# Android Automotive
Android Automotive, также известная как Android Automotive OS или AAOS, представляет собой разновидность Android от Google, разработанную специально для использования в приборных панелях автомобилей. Представленная в марте 2017 года платформа была разработана Google и Intel совместно с такими производителями автомобилей, как Volvo и Audi. Цель проекта — предоставить производителям транспортных средств кодовую базу операционной системы для разработки собственной версии операционной системы. Помимо информационно-развлекательных задач, таких как обмен сообщениями, навигация и воспроизведение музыки, операционная система предназначена для выполнения специфичных для автомобиля функций, таких как управление кондиционером.
В отличие от Android Auto, Android Automotive — это полноценная операционная система, работающая независимо от смартфона.
Android Automotive — это операционная система с открытым исходным кодом, и поэтому производитель автомобилей может использовать её без Google Automotive Services (GAS), которые представляют собой набор приложений и сервисов (Google Maps, Google Play, Google Assistant и т. д.), которые производители могут лицензировать и интегрировать в свои автомобильные информационно-развлекательные системы. Volvo, Ford и GM используют AAOS с GAS, Stellantis не лицензировала GAS и использует Alexa и TomTom.

## История
Операционная система была анонсирована Google в марте 2017 года.
В феврале 2018 года Polestar (бренд электромобилей Volvo) анонсировала Polestar 2, первый автомобиль со встроенным Android Automotive. Polestar 2 с Android Automotive доступен с июля 2020 года.
В сентябре 2018 года альянс Renault–Nissan–Mitsubishi объявил о технологическом партнёрстве для внедрения Android Automotive в автомобили группы начиная с 2021 года.
В апреле 2019 года Google открыла API для разработчиков, чтобы начать разработку приложений для Android Automotive.
В сентябре 2019 года General Motors объявила, что начиная с 2021 года они будут использовать Android Automotive для информационно-развлекательных систем в своих автомобилях.
В июле 2020 года Stellantis (ранее Groupe PSA и FCA Group) объявили, что с 2023 года они будут подключать свои информационно-развлекательные системы к Android Automotive. Некоторые автомобили из группы, такие как Dodge Durango 2021 года выпуска и Chrysler Pacifica, уже используют Uconnect 5 на базе Android Automotive без автомобильных сервисов Google (GAS).
В феврале 2021 года Ford объявил о партнёрстве с Google, которое позволит внедрить Android Automotive в автомобили Ford и Lincoln, начиная с 2023 года.
В мае 2021 года Lucid Motors сообщила, что Lucid Air использует Android Automotive для своей информационно-развлекательной системы, но без автомобильных сервисов Google (GAS).
В сентябре 2021 года Honda объявила, что начиная с 2022 года будет использовать Android Automotive в своих автомобилях.

## Автомобили с Android Automotive (с GAS)
- 2021 Polestar 2
- 2023 Polestar 3
- 2022 GMC Hummer EV
- 2022 GMC Sierra
- 2022 GMC Yukon
- 2022 Chevrolet Tahoe
- 2022 Chevrolet Suburban
- 2022 Chevrolet Silverado[15]
- 2024 Chevrolet Silverado EV
- 2023 Cadillac Lyriq[16]
- 2022 Renault Austral
- 2022 Renault Mégane E-Tech Electric[17]
- 2021 Volvo XC40 Recharge
- 2022 Volvo C40 Recharge
- 2022 Volvo XC60
- 2023 Volvo XC90
- 2023 Volvo S60, V60, V60 Cross Country
- 2023 Volvo S90, V90, V90 Cross Country

## Автомобили с Android Automotive (AOSP, без GAS)
- 2022 Rivian R1T
- 2022 Rivian R1S
- 2022 Lucid Air
- 2022 Maserati Ghibli, Levante, Quattroporte
- 2021 Dodge Durango
- 2021 Chrysler Pacifica